# Церболо
Церболо (итал. Zerbolò) је насеље у Италији у округу Павија, региону Ломбардија.
Према процени из 2011. у насељу је живело 861 становника. Насеље се налази на надморској висини од 69 м.

## Становништво
Према резултатима пописа становништва 2011. у општини је живело 1.653 становника.
| 1931. | 1936. | 1951. | 1961. | 1971. | 1981. | 1991. | 2001. | 2011. |
| ----- | ----- | ----- | ----- | ----- | ----- | ----- | ----- | ----- |
| 2.116 | 2.239 | 2.409 | 1.913 | 1.450 | 1.240 | 1.203 | 1.216 | 1.653 |